# شارلوت مورمن
مادلین شارلوت مورمن (۱۸ نوامبر ۱۹۳۳ – ۸ نوامبر ۱۹۹۱) او نوازنده ویولن سل آمریکایی، هنرمند، و حامی از موسیقی آوانگارد بود. او بنیانگذار جشنواره سالانه آوانگارد نیویورک و همکاری متعددی با هنرمند کره‌ای به نام جون پایک داشت.

## مرگ
در اواخر دهه ۱۹۷۰ او مبتلا به سرطان پستان شد.